# Detroit Lakes
Detroit Lakes is een plaats (city) in de Amerikaanse staat Minnesota, en valt bestuurlijk gezien onder Becker County.

## Ontstaan
De stad werd in 1871 door kolonel George Johnston opgericht. Met de aanleg van de Northern Pacific Railroad kende de stad een snelle groei. In 1877 werd door stemming beslist dat Detroit Lakes, toen nog Detroit, de provinciehoofdstad zou worden. Detroit won de verkiezing van de steden Frazee, Lake Park en Auduban, met 90% van de stemmen. De bedrijvigheid groeide en tegen het jaar 1884 had Detroit Lakes een operagebouw, bank, Hotel Minnesota, Lakes Hotel en in dat jaar werd ook het eerste provincie gerechtsgebouw opgetrokken.

## Demografie
Bij de volkstelling in 2000 werd het aantal inwoners vastgesteld op 7348.
In 2006 is het aantal inwoners door het United States Census Bureau geschat op 8039, een stijging van 691 (9.4%).

## Geografie
Volgens het United States Census Bureau beslaat de plaats een oppervlakte van
31,9 km², waarvan 19,4 km² land en 12,5 km² water.

## Economie
De stad haalt de meeste van zijn inkomsten uit toerisme en seizoensgebonden activiteiten. Er zijn talrijke hotels en resorts gevestigd. In het stadscentrum is er een winkelcentrum van 12.500m², waaronder Washington Square Mall.
De twee industriële parken in de buitenwijken maken dat er ook veel bedrijven gevestigd zijn.

## Plaatsen in de nabije omgeving
De onderstaande figuur toont nabijgelegen plaatsen in een straal van 24 km rond Detroit Lakes.